# Ihagee

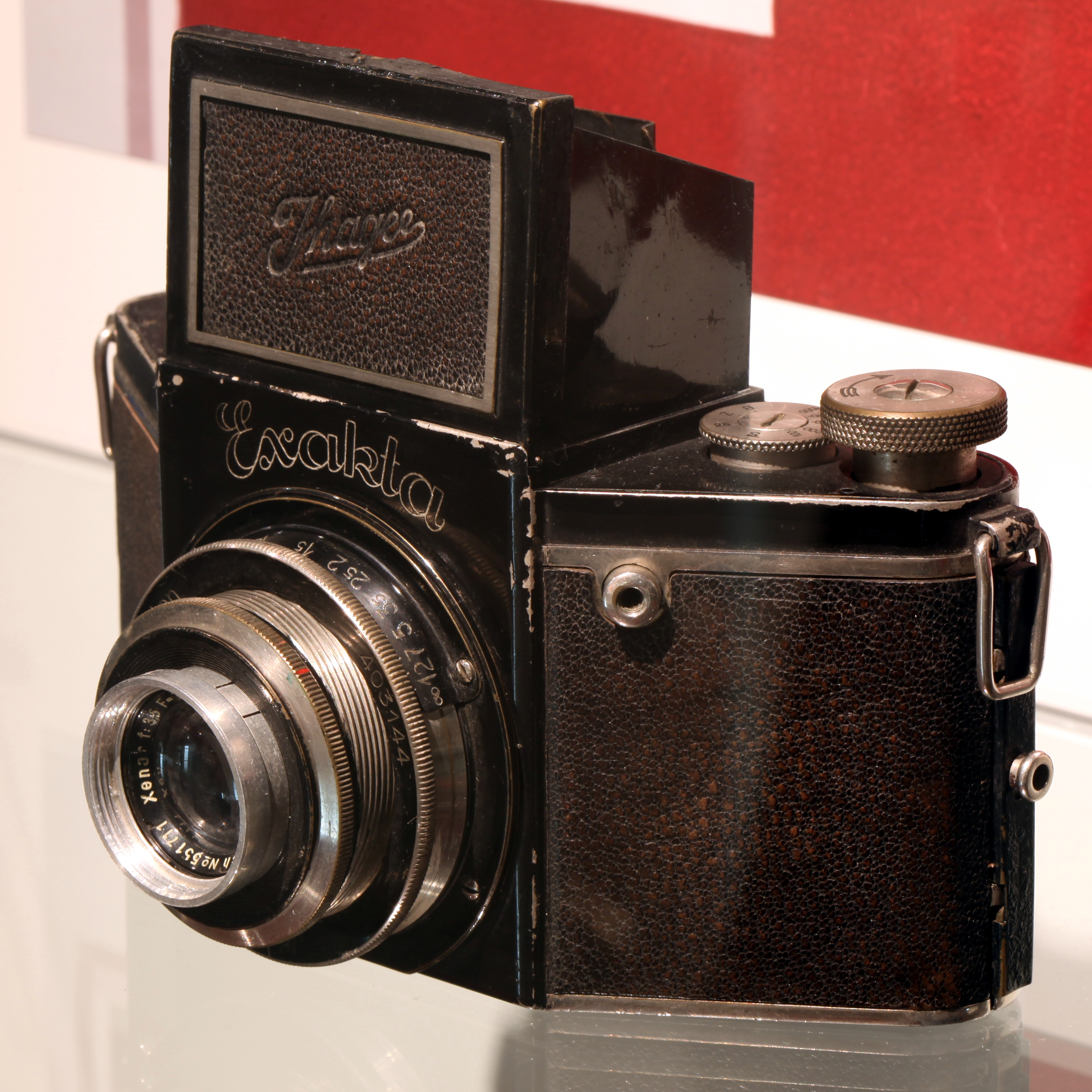
Exakta, 4x6.5 cm lustrzanka na błonę zwojową, produkowana od 1933.

Ihagee – niemiecka fabryka aparatów fotograficznych, znana głównie z jednoobiektywowych lustrzanek małoobrazkowych Exakta. Była pierwszą fabryką, która wyprodukowała lustrzankę małoobrazkową i pierwszą, która wyprodukowała lustrzankę z wymiennym celownikiem.

## Historia
Przedsiębiorstwo Ihagee zostało założone w Dreźnie w roku 1912 przez Holendra Johana Steenbergena. Początkowo nazywało się Industrie- und Handelsgesellschaft, od skrótu IHG powstała używana później nazwa Ihagee. Pierwszy aparat fotograficzny został wyprodukowany w oparciu o patent Steenbergena z 1910 i nazywał się Photorex. Powstawały coraz to nowe typy aparatów i w 1920 został wyprodukowany jednoobiektywowy lustrzany aparat skrzynkowy Paff.
W 1933 powstała „miniaturowa” jak na owe czasy lustrzanka na błonę zwojową, wykonująca zdjęcia w formacie 4x6.5 cm o nazwie Exakta.
W 1934 firma Ihagee po raz pierwszy zastosowała dźwignię szybkiego przesuwu błony, a w 1935 po raz pierwszy wbudowała w aparat gniazdko lampy błyskowej wyzwalanej przez migawkę aparatu.
W 1936 podjęto produkcję aparatu Kine-Exakta, pierwszej lustrzanki jednoobiektywowej wykonującej zdjęcia na kinematograficznej taśmie filmowej o szerokości 35 mm.
W 1939 podjęto produkcję lustrzanki jednoobiektywowej na błonę zwojową w formacie 6x6 cm.
W 1939 i 1942 Ihagee opatentowało metody pomiaru światła w aparatach lustrzanych, w tym pomiar przez obiektyw (TTL). Niestety nie wdrożono tych rozwiązań do produkcji. Podczas bombardowania Drezna 13 lutego 1945 zakłady zostały prawie całkowicie zniszczone.
Po II wojnie światowej odbudowano zakład w Dreźnie i rozwijano produkcję lustrzanek Exakta i Exa. W 1970 przedsiębiorstwo włączono do koncernu Pentacon. Ostatni model Exakty RTL 1000, był już produkowany we współpracy z Pentaconem i zawierał dużo rozwiązań z aparatów Praktica.
Steenbergen w roku 1959 założył w RFN przedsiębiorstwo Ihagee West. W 1966 wyprodukowało aparat Exakta Real, a w 1967 Exakta TwinTL (we współpracy z Cosiną). Żaden z nich nie zdobył popularności. Przedsiębiorstwo zlikwidowano w 1976.

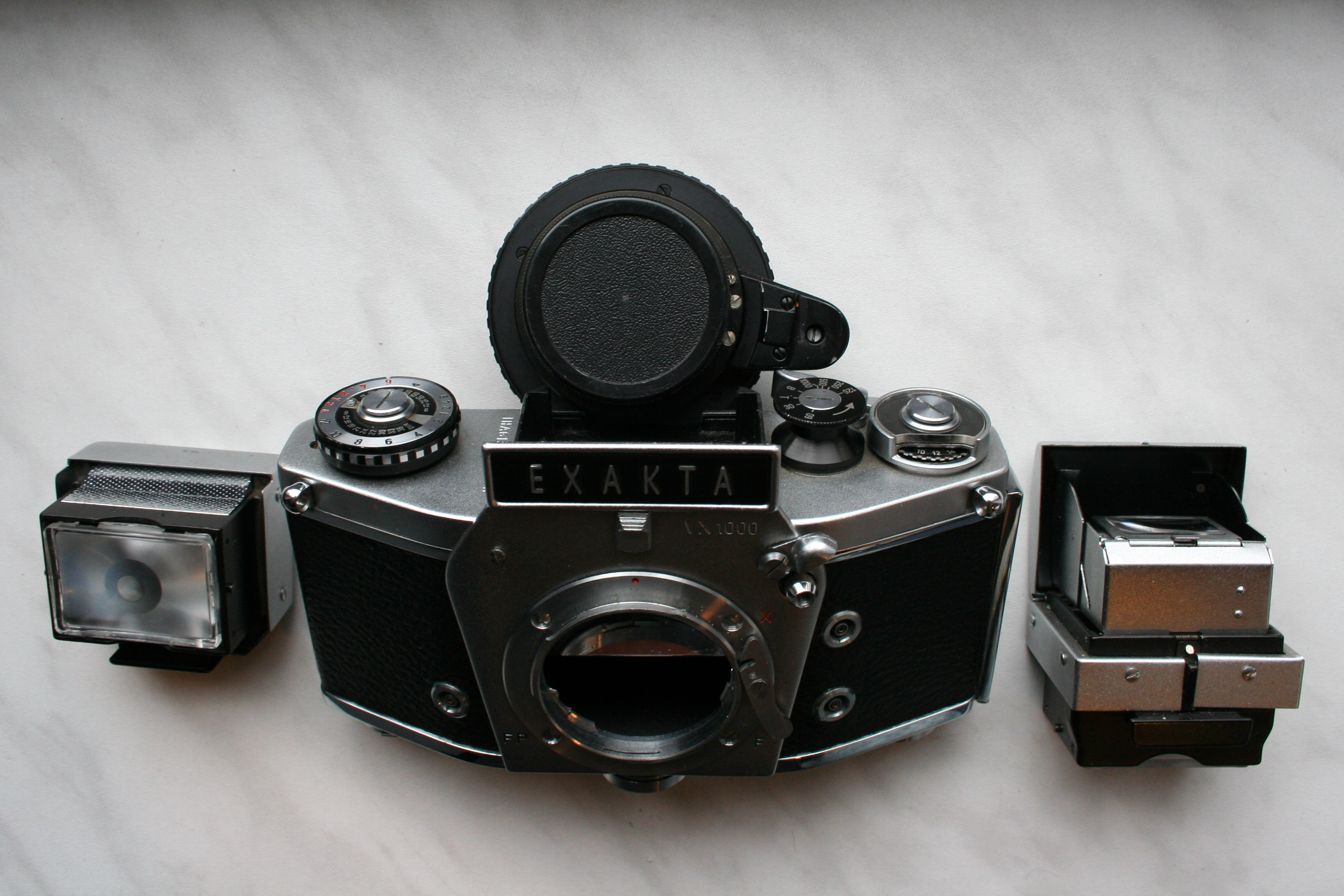
Exacta VX 1000 z wymiennymi układami celowniczymi.

## Produkty
Produkty firmy Ihagee to różnego typu aparaty fotograficzne, często drogie i cieszące się opinią bardzo wysokiej jakości i niezawodności. Najbardziej znanymi są małoobrazkowe lustrzanki jednoobiektywowe serii Exakta oraz Exa, jej uproszczona wersja. Przed II wojną światową budowano również liczne aparaty na klisze szklane i błony zwojowe, często o oryginalnej i nowatorskiej konstrukcji.
Produkowano bardzo bogate wyposażenie do aparatów Exakta – lampy błyskowe, sprzęt do makrofotografii, reprodukcji, zdjęć podwodnych, stereoskopowych, mikroskopowych i medycznych
Przedsiębiorstwo Ihagee nie produkowało obiektywów do swoich aparatów, ale stosowało produkty innych firm, niekiedy oznaczając je własną sygnaturą jak np. obiektywy Ihagee Anastigmat. Obiektywy różnych producentów były liczne, lista obiektywów przeznaczonych dla aparatów Exakta liczy ponad 2300 pozycji.